# Інформаційна смерть
Інформаційна смерть (інформаційно-теоретична або остаточна смерть) — теоретична концепція, яка описує стан руйнування людського мозку (або будь-якої іншої пізнавальної структури, здатної втілювати особистість), після якого не існує теоретичної можливості будь-яким фізичним способом відновити початкову особистість. Концепція остаточної смерті виникла в 90-х роках XX століття як відповідь на питання, поставлені прогресом медицини і аналізом станів — такими як, наприклад, зупинка серця, що раніше розглядалися як смерть, але оборотних за допомогою нових медичних технологій.
«Остаточна смерть» має на увазі смерть, необоротну будь технологією. На відміну від клінічної смерті і смерті мозку, які визначають межі надання контекстно-залежної медичної допомоги, остаточна смерть визначає істинні теоретичні межі виживання. Зокрема, перспектива використання для відновлення мозку молекулярних нанотехнологій імовірно зробить можливим воскресіння пацієнта навіть через кілька годин після зупинки серця. Ральф Меркле у своїй роботі Молекулярне відновлення мозку (англ. Molecular Repair of the Brain) визначає інформаційно-теоретичну смерть таким чином:
Спосіб точного визначення моменту остаточної (інформаційно-теоретичної) смерті на сьогодні невідомий. Вона передбачається такою, що наступає при кімнатній температурі через кілька годин після клінічної смерті, оскільки мозок проходить автоліз. Це також може статися за відсутності кровотоку в мозку при штучній підтримці життя, що призводить до стадії розкладання у вмиранні мозку, або в ході розвитку дегенерації мозку, яке викликається екстенсивною втратою структур мозку.
«Остаточна смерть» також з'являється в контексті кріоніки, де збереження мозку або всього тіла людини при низьких температурах може бути розглянуте як спроба запобігти їй. Використання критерію остаточної смерті утворює основу етичних аргументів, які стверджують, що кріоніка — це спроба порятунку життів, а не спосіб поховання для мертвих. Якщо кріоніка не була застосована до моменту настання остаточної смерті, або процедура кріоконсервації викликала наступ остаточної смерті, мета кріоніки не є досяжною.